# Parafia Najświętszej Marii Panny Królowej Polski w Brzozie
Parafia Najświętszej Marii Panny Królowej Polski w Brzozie – rzymskokatolicka parafia w dekanacie Łabiszyn diecezji bydgoskiej.

## Zasięg
Parafia obejmuje wieś Brzoza, a także miejscowości: Chmielniki, Emilianowo, Kobylarnia, Nowe Smolno, Olimpin oraz Piecki.

## Historia
Do 1924 r. kościołem parafialnym dla Brzozy była fara bydgoska. W 1915 r. w Przyłękach miejscowa gmina wyznaniowa wystawiła niedużą świątynię, która służyła ewangelikom.
Starania o powołanie nowej parafii rzymskokatolickiej w Brzozie podjęto w 1921 roku. Wojewoda poznański w piśmie do konsystorza gnieźnieńskiego z 13 lutego tego roku informował, że mieszkańcy Brzozy pragną mieć kościół parafialny w swojej wsi, gdyż są zbyt oddaleni od kościoła parafialnego w Bydgoszczy. Na przeszkodzie stanął brak kaplicy, na którą proponowano zamienić zbór w Przyłękach, względnie spichlerz w Brzozie.
10 kwietnia 1924 r. arcybiskup gnieźnieński Edmund Dalbor z dotychczasowej bydgoskiej parafii farnej erygował pięć nowych parafii, w tym cztery parafie w Bydgoszczy oraz parafię Wniebowzięcia Najświętszej Marii Panny w Brzozie-Przyłękach. Obejmowała ona miejscowości z dawnej parafii bydgoskiej: Brzozę wraz z osadą przy jeziorze Jezuickim, Ciele, Emilianowo, Łażyn, Piecki, Prądki, Przyłęki, Stryszek, Zielonkę, oraz miejscowości dotychczas należące do parafii łabiszyńskiej: Czynowiec, Kobylarnię, Olimpin, Antoniewo, Smolno i Wałownicę. Za kościół parafialny miała służyć tymczasowo kaplica poewangelicka w Przyłękach, a za plebanię domek we wsi. Dekret wszedł w życie 1 maja 1924 roku.
Liczba wiernych parafii wynosiła początkowo 1207 osób. W 1924 roku do parafii w niedziele i święta dojeżdżał z Bydgoszczy ks. kanonik Jan Konopczyński. Pierwszym stałym administratorem nowej parafii z siedzibą w Przyłękach był ks. Stanisław Budrys, w latach 1927–1932 ks. Feliks Kaszuba, a następnie ks. Franciszek Ksawery Laczkowski, zamordowany przez Niemców w bydgoskiej Dolinie Śmierci w 1939 roku.
Ks. Budrys chciał przebudować byłą ewangelicką szkołę w Przyłękach na plebanię, do czego jednak nie doszło wskutek sprzeciwu mieszkańców Brzozy. 26 października 1925 r. powołali oni komitet budowy kościoła w Brzozie, który stopniowo zyskiwał poparcie władz administracyjnych. W 1934 roku dzięki staraniom ks. Laczkowskiego oraz starosty bydgoskiego, rozpoczęto budowę kościoła. Miejsce wybrane pod nową świątynię wybrano nieprzypadkowo – w styczniu 1919 r. toczyły się tutaj walki w czasie powstania wielkopolskiego. 17 czerwca 1934 r. kamień węgielny pod budowę poświęcił arcybiskup gnieźnieński Antoni Laubitz. Kosztem 10 tys. złotych wybudowano w ciągu 3 lat świątynię według projektu Stefana Cybichowskiego.
W październiku 1937 r. proboszcz parafii Najświętszego Serca Jezusa w Bydgoszczy ks. Kazimierz Stepczyński poświęcił kościół w Brzozie, który stał się świątynią parafialną, natomiast kaplica w Przyłękach stała się kościołem filialnym. 15 maja 1938 r. kościół w Brzozie został konsekrowany przez prymasa Polski kard. Augusta Hlonda. Według aktu erekcyjnego kościół i parafia otrzymały wezwanie Matki Boskiej Częstochowskiej Królowej Korony Polskiej.
W okresie międzywojennym dosyć prężnie rozwijały się w parafii różnego rodzaju bractwa i stowarzyszenia chrześcijańskie, m.in. bractwa: Matek Chrześcijańskich, Różańca Św., Rozkrzewiania Wiary, Dzieciątka Jezus, Wstrzemięźliwości, Trzeci Zakon św. Franciszka, Apostolat Modlitwy, Akcja Katolicka, Stowarzyszenie Młodzieży Polskiej, Katolickie Stowarzyszenie Mężów i Kobiet, Krucjata Eucharystyczna oraz Stowarzyszenie Straży Pożarnej. W latach 30. XX w. liczba katolików w parafii wynosiła ok. 1300 osób, co stanowiło ok. 46% ludności całej parafii.
W czasie II wojny światowej władze hitlerowskie odebrały świątynię katolikom i przekazały w użytkowanie ewangelikom. Polacy gromadzili się na modlitwę w kościele filialnym w Przyłękach, ale wkrótce i tę świątynię zamknięto. Po zakończeniu wojny kościoły w Brzozie i Przyłękach ponownie zostały przejęte przez katolików.
W 1946 r. utworzono parafię Matki Boskiej Bolesnej w Cielu, która objęła część dotychczasowej parafii Brzoza-Przyłęki, m.in. wsie Prądki, Zielonka i Ciele. Opiekę duszpasterską nad nowo utworzoną parafią sprawował proboszcz Brzozy Stanisław Mocny, który dojeżdżał do Ciela do roku 1963.
Pierwszym administratorem parafii Brzoza-Przyłęki po II wojnie światowej był ks. Jan Jarocki, któremu 7 marca 1945 r. powierzono okręg duszpasterski składający się także z parafii w Nowej Wsi Wielkiej. 1 listopada 1946 r. na miejsce ks. Jarockiego (który pozostał w Nowej Wsi Wielkiej) parafię w Brzozie-Przyłękach otrzymał w zarząd ks. Edward Kaczyński, a od 15 lutego 1947 r. ks. Stanisław Mocny. Liczba parafian zwiększała się stopniowo od 1370 w 1947 roku do 1526 w 1967 roku i 2430 w 1994 roku.
25 marca 2004 r. parafia znalazła się w strukturach nowo powstałej diecezji bydgoskiej, a 1 września 2008 r. w dekanacie Łabiszyn.
7 października 2009 roku biskup bydgoski Jan Tyrawa wydzielił z parafii w Brzozie nową parafię Wniebowzięcia Najświętszej Maryi Panny w Przyłękach, której świątynią parafialną została kaplica w Przyłękach.

## Proboszczowie
Lista proboszczów w parafii:
- 1924–1927 : ks. Stanisław Budrys (ur. 1889, wyśw. 1916[6][7])
- 1927–1932 : ks. Feliks Kaszuba
- 1932–1939 : ks. Franciszek Ksawery Laczkowski – budowniczy kościoła, zamordowany przez Niemców w bydgoskiej Dolinie Śmierci w listopadzie 1939 roku, po wojnie jego zwłoki ekshumowano i 13 maja 1947 r. złożono na cmentarzu parafialnym w Brzozie[3].
- 1945–1946 : ks. Jan Jarocki
- 1946–1947 : ks. Edward Kaczyński
- 1947–1985 : ks. Stanisław Mocny
- 1985–1986 : ks. Ryszard Kiełczewski
- 1986–1989 : ks. Jan Graczyk
- 1989–2014 : ks. Bogusław Kühn
- od 2014 : ks. Wojciech Szukalski